# Вопрос старшинства глаголицы и кириллицы
Вопрос старшинства глаголицы и кириллицы — научная дискуссия о том, какой из славянских алфавитов — глаголица или кириллица — появился первым. Если в конце XVIII — первой половине XIX века преобладала гипотеза старшинства кириллицы, то начиная со второй половины XIX века стало появляться всё больше доказательств в подтверждении гипотезы о бо́льшей древности глаголицы. В XXI веке научный консенсус склоняется к точке зрения, что древнейшей славянской азбукой является глаголица.

## История
Дошедшие до нас старославянские памятники написаны двумя азбуками: глаголицей и кириллицей; при этом несомненна крайне крепкая взаимосвязь двух алфавитов — как внешняя, в написании букв, так и внутренняя, фонетическая. Одним из первых, кто последовательно применял критический метод по отношению к содержащейся в источнике информации, разделял легендарные и собственно исторические сведения, был чешский филолог Йосеф Добровский. В конце XVIII — первой четверти XIX веков он внёс большой вклад в выявление по рукописям старославянского языка, занимался исследованием глаголицы и глаголических рукописей. Древнейшим славянским письмом Добровский называл кириллицу, глаголицу же считал тайнописью, и её возникновение относил к более позднему времени. В третьей половине XIX века эту теорию развил российский филолог Измаил Срезневский. В целом до середины XIX века в науке доминировала теория позднего происхождения глаголицы.
Первое реальное основание для гипотезы о большей древности глаголицы появилось в 1836 году, после того как словенским филологом Ернеем Копитаром была опубликована глаголическая рукопись, известная как  «сборник Клоца». Последующие исследования русского филолога В. И. Григоровича и словацкого слависта П. Й. Шафарика в середина XIX века сделали эту гипотезу более обоснованной. В конце XIX — начале XX века работы филологов С. М. Кульбакина, А. Вайана, Б. Велчева, В. Георгиева и других славистов окончательно установили, что Кирилл создал именно глаголическую азбуку. Подтвердилось и положение о том, что кириллица формировалась на территории первого Болгарского царства как результат синтеза издавна распространённого здесь греческого письма и тех элементов глаголической азбуки, которые наилучшим образом могли передавать особенности славянского языка. В XXI веке большинство учёных считает доказанной бо́льшую древность глаголицы по сравнению с кириллицей.